# Morulovci
Morulovci (moruškovci, paláčkovci) (Mesozoa) je polyfyletický kmen primitivních mořských živočichů. Slučuje dvě pravděpodobně nepříbuzné linie plazmodiovky (Orthonecta) a sépiovky (Rhombozoa). Jde o druhotně zjednodušené parazitické skupiny, nemají trávicí soustavu. Tělo se skládá ze dvou úrovní buněk – buňky na povrchu tvoří multiciliátní pokožku, která má pohybovou i potravní funkci, vnitřní buňky mají funkci reprodukční. Jsou endoparaziti bezobratlých, zatímco však sépiovky parazitují na hlavonožcích, plazmodiovky mají spektrum hostitelů široké.
Dnešní výzkumy však ukazují, že obě skupiny morulovců jsou si vzájemně nepříbuzné a v obou případech se jedná o silně zjednodušená Bilateria, konkrétně zástupce prvoústých (Protostomia). Zatímco plazmodiovky jsou pravděpodobně vnitřní skupinou kroužkovců (Annelida), sépiovky jsou pravděpodobně sesterskou skupinou břichobrvek, s nimiž a s ploštěnci tvoří klad Rouphozoa spirálních prvoústých.

## Systém
- Třída: plazmodiovky (Orthonecta = Orthonectida)
  - Čeleď: Rhopaluridae
  - Čeleď: Pelmatosphaeridae
- Třída: sépiovky (Rhombozoa = Dicyemida)
  - Řád: Dicyemida
    - Čeleď: Dicyemidae
    - Čeleď: Kantharellidae

  - Řád: Heterocyemida
    - Čeleď: Conocyemidae